# Jean Daltroff
 (décembre 2020).
Pour l’article homonyme, voir Ernest Daltroff.
Jean Daltroff, né à Metz le 17 avril 1950, est un historien français d'origine ashkénaze, spécialiste du judaïsme d'Alsace et de Lorraine, également professeur d'histoire-géographie.

## Biographie

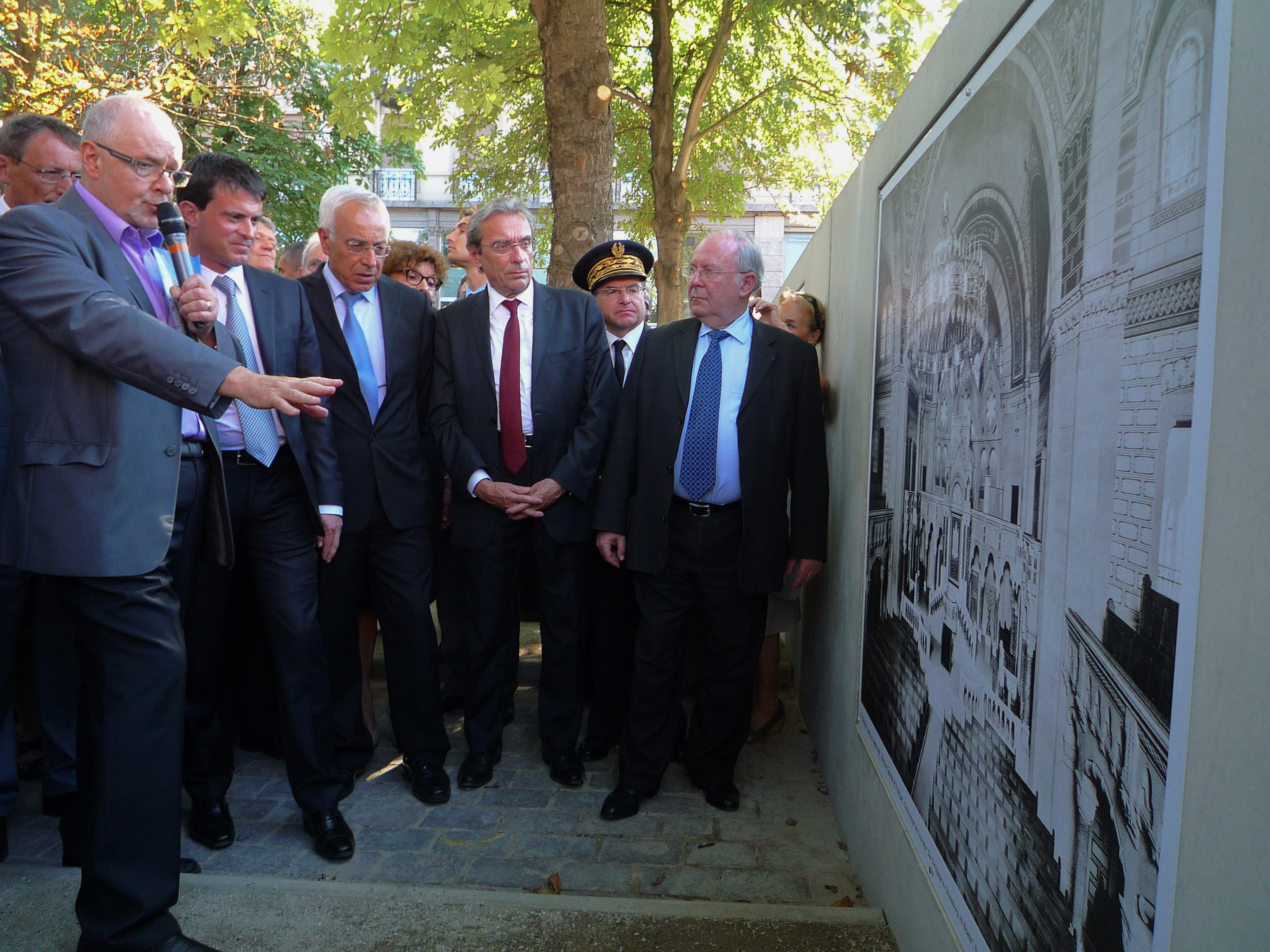
À Strasbourg, lors de l’inauguration de l’allée des Justes : de gauche à droite : Jean Daltroff, avec Manuel Valls, ministre de l'intérieur ; Yossi Gal, ambassadeur d’Israël en France ; Roland Riess, sénateur maire de Strasbourg et Pierre-Étienne Bisch, préfet de la région Alsace ; Richard Prasquier, président du Crif

Jean Daltroff est le fils d'Alfred Daltroff et de Claire-Lise Cahen.
Il étudie au lycée Fabert de Metz puis aux universités de Metz et de Nancy II (Maîtrise). Il obtient en parallèle le diplôme d’État d'éducateur spécialisé, à Strasbourg, en 1975, puis un doctorat d'histoire en décembre 1982 à l'université de Strasbourg. Pour cette thèse consacrée au prêt d'argent en Basse-Alsace, il reçoit en 1983 le Prix des Amis du Vieux-Strasbourg Georges Frankhauser.
Jean Daltroff est chargé de cours en histoire et civilisation à l'université Nancy II de 1990 à 1994. En 1998 il obtient une habilitation à diriger des recherches (HDR) à l'université Strasbourg II. Il a été professeur certifié hors classe d'histoire-géographie à l'École Aquiba de Strasbourg, poste occupé depuis 1976.
Il a été secrétaire de la Société d'Histoire des Israélites d'Alsace et de Lorraine (SHIAL) jusqu’en 2016.

## Publications
Jean Daltroff est l'auteur de nombreuses études historiques sur les Juifs d'Alsace et de Lorraine publiées notamment dans la Revue des études juives, Archives juives, Historiens et Géographes, La Revue d'Alsace, Les Cahiers Lorrains, Études haguenoviennes, l'Annuaire des Amis du Vieux Strasbourg, Kochersbari, Les Cahiers des Pays de la Nied. Il a également rédigé de nombreuses notices et des articles pour le Nouveau dictionnaire de biographie alsacienne et pour le Site du judaïsme d'Alsace et de Lorraine, l'Almanach du KKL, Échos Unir et Liaisons.
- Les Juifs de Niedervisse, Éditions Pierron, Sarreguemines, 1992.
- Le prêt d'argent des Juifs de Basse Alsace (1750-1791), Collection « Recherche et documents », tome 50, Société Savante d'Alsace et des Régions de l'Est, Strasbourg, 1993 (texte remanié de sa thèse).
- 1898-1940 La synagogue consistoriale de Strasbourg, Les Éditions Ronald Hirlé, Strasbourg, 1996
- La route du judaïsme en Alsace, ID-L’Édition, Bernardswiller, 2006, réédition en 2010
- La synagogue du quai Kléber de Strasbourg (1898-1941), ID-L’Édition, Bernardswiller, 2012.  (ISBN 9 782367 010076).
- Edifices, mobilier et objets dans l'espace juif alsacien, Ed. FSHAA, Strasbourg, septembre 2014
- Roger Simon, engagé volontaire dans la 2e D.B. du général Leclerc (1943-1945), octobre 2014. I.D. L'Edition

En tant que coauteur :
- Regard sur la culture judéo-alsacienne, des identités en partage, La Nuée Bleue, Strasbourg, 2001
- Le Judaïsme alsacien. Histoire Patrimoine Traditions, La Nuée Bleue, Strasbourg, 2002.
- Durmenach se souvient…de 1200 à 1800 - Les victimes des deux guerres - La communauté juive - Les Tsiganes, Saint-Louis, Éditions Plume d’expression, 2009 : « Les Juifs de Durmenach entre histoire et mémoire », p. 54-69
- Adolphe Franck Philosophe juif, spiritualiste et libéral dans la France du XIXe, s.l.d. de Jean-Pierre Rothschild et Jérôme Grondeux, no 153, Turnhout, Édition Brepols, 2012 : « La formation initiale d’Adolphe Franck de Liocourt dans le contexte de la Lorraine au XIXe », p. 13-32
- « Halb-Asien » und Frankreich. La « Semi-Asie » et la France, s.l.d. de Charlotte Krauss, Ariane Lüthi, Berlin, Lit Verlag, 2012 : « L’accueil contrasté des Juifs de l’Europe orientale en Alsace (1870-1930) », p. 51-67